# Estação Gaasperplas

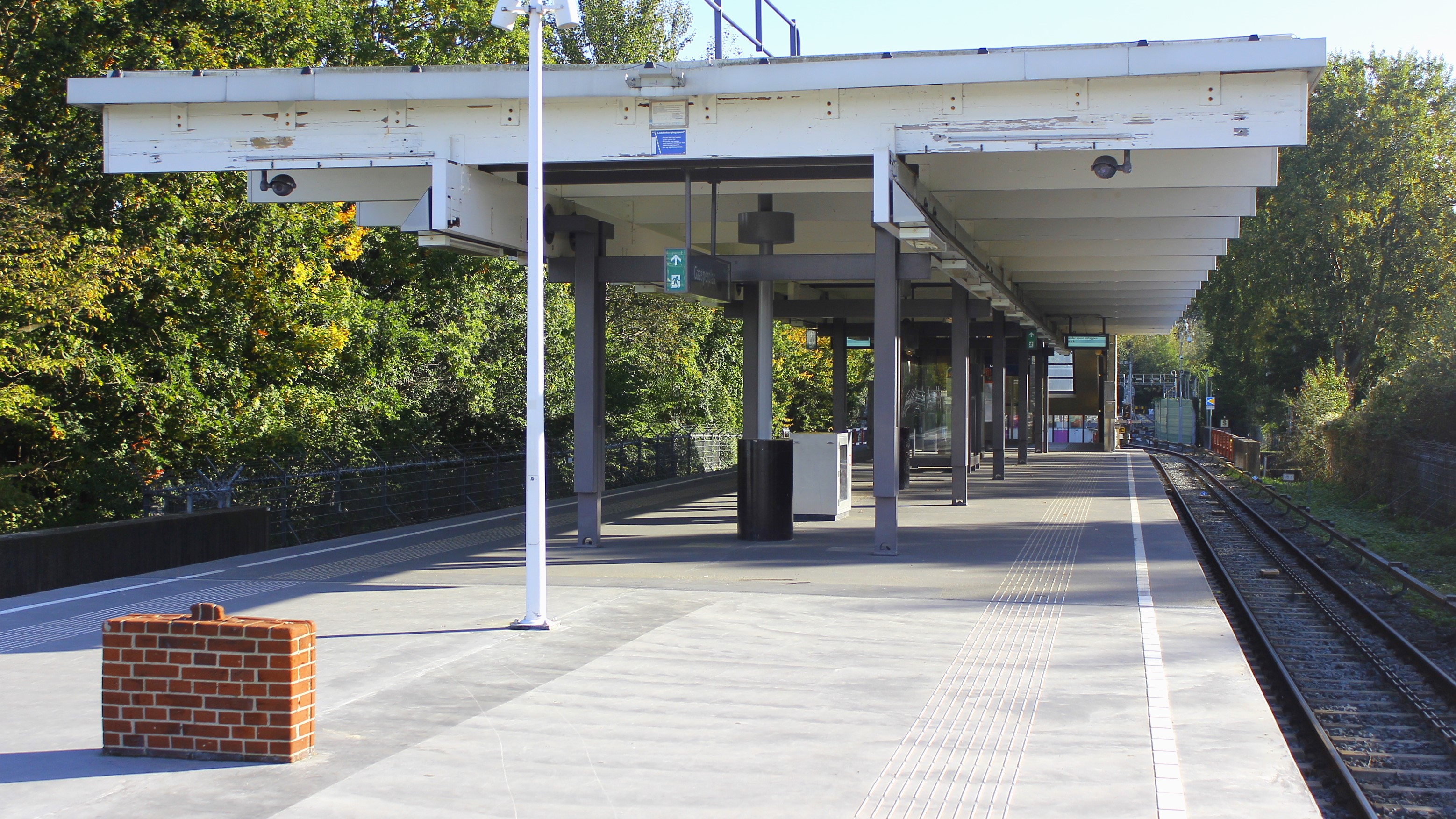
Estação de Gaasperplas

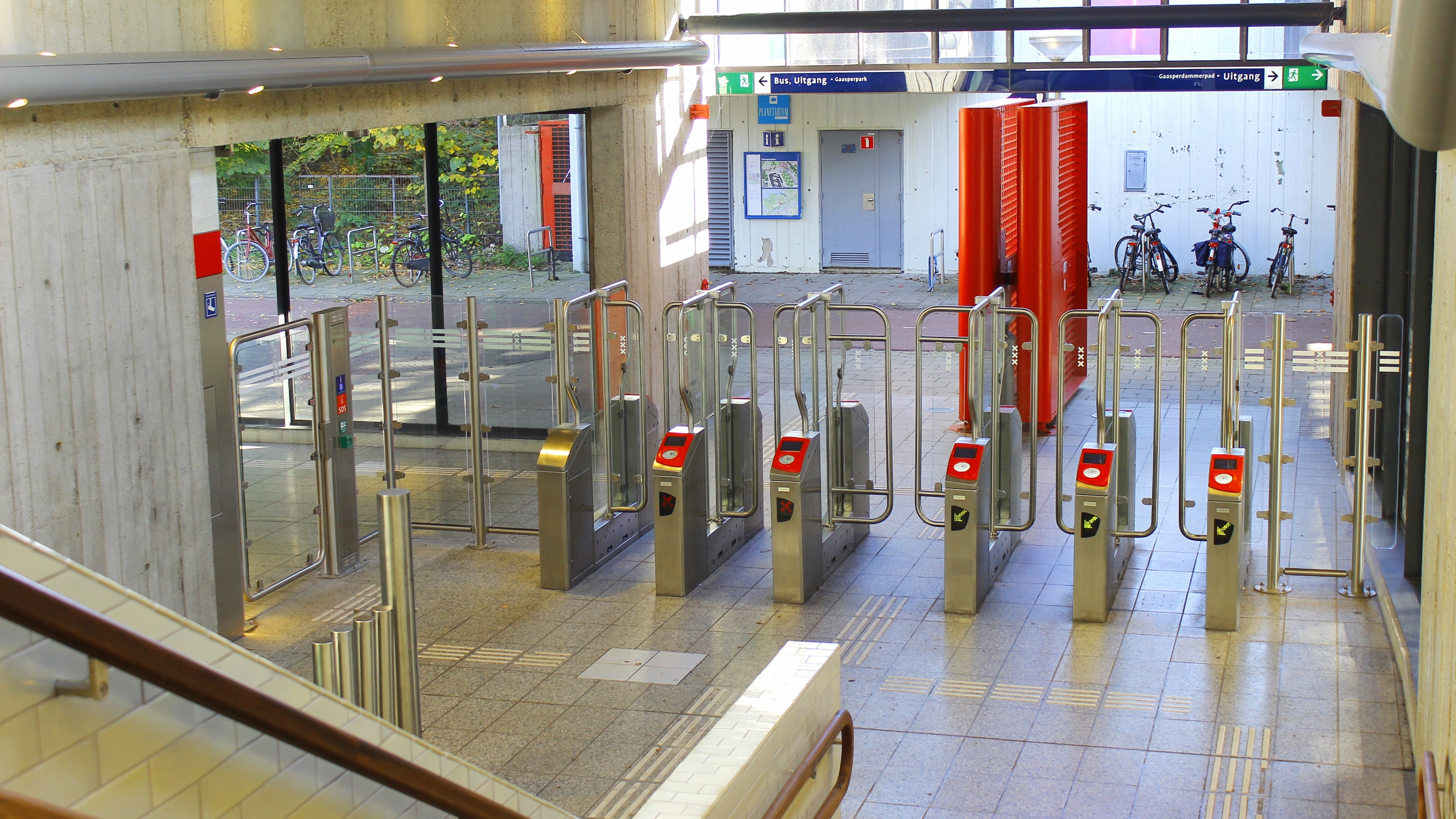

Gaasperplas é uma das estações terminais da linha 53 do metro de Amsterdão, nos Países Baixos. Foi inaugurada em 16 de outubro de 1977.